# Владимир Лучић (фудбалер)
Владимир Лучић (Београд, 28. јуна 2002) српски је фудбалер који тренутно наступа за Црвену звезду.

## Статистика

### Клупска
Ажурирано 8. јуна 2024.
|                       |          |                  |     |    |   |   |   |   |   |   |     |    |  |  |
| Графичар (позајмица)  | 2019/20. | Прва лига Србије | 1   | 0  | — | — | — | — | — | — | 1   | 0  |  |  |
|                       |          |                  |     |    |   |   |   |   |   |   |     |    |  |  |
| ИМТ (позајмица)       | 2020/21. | Прва лига Србије | 31  | 4  | 3 | 0 | — | — | — | — | 34  | 4  |  |  |
| ИМТ (позајмица)       | 2021/22. | Прва лига Србије | 36  | 12 | 0 | 0 | — | — | 2 | 1 | 38  | 13 |  |  |
| ИМТ (позајмица)       | Укупно   | Укупно           | 67  | 16 | 3 | 0 | — | — | 2 | 1 | 72  | 17 |  |  |
|                       |          |                  |     |    |   |   |   |   |   |   |     |    |  |  |
| Чукарички (позајмица) | 2022/23. | Суперлига Србије | 28  | 3  | 3 | 0 | 2 | 0 | — | — | 33  | 3  |  |  |
|                       |          |                  |     |    |   |   |   |   |   |   |     |    |  |  |
| Црвена звезда         | 2022/23. | Суперлига Србије | 2   | 0  | — | — | — | — | — | — | 2   | 0  |  |  |
| Црвена звезда         | 2023/24. | Суперлига Србије | 22  | 1  | 1 | 1 | 6 | 0 | — | — | 29  | 2  |  |  |
| Црвена звезда         | Укупно   | Укупно           | 24  | 1  | 1 | 1 | 6 | 0 | — | — | 31  | 2  |  |  |
|                       |          |                  |     |    |   |   |   |   |   |   |     |    |  |  |
| Каријера              | Каријера | Каријера         | 120 | 20 | 7 | 1 | 8 | 0 | 2 | 1 | 137 | 22 |  |  |
|                       |          |                  |     |    |   |   |   |   |   |   |     |    |  |  |

### Утакмице у дресу репрезентације
| Репрезентација Србије у узрасту до 20 година старости | Репрезентација Србије у узрасту до 20 година старости | Репрезентација Србије у узрасту до 20 година старости | Репрезентација Србије у узрасту до 20 година старости | Репрезентација Србије у узрасту до 20 година старости | Репрезентација Србије у узрасту до 20 година старости | Репрезентација Србије у узрасту до 20 година старости | Репрезентација Србије у узрасту до 20 година старости | Репрезентација Србије у узрасту до 20 година старости | Репрезентација Србије у узрасту до 20 година старости |
| #                                                     | Датум                                                 | Такмичење                                             | Локација                                              | Домаћин                                               | Резултат                                              | Гост                                                  | Гол                                                   | Реф.                                                  |                                                       |
| ----------------------------------------------------- | ----------------------------------------------------- | ----------------------------------------------------- | ----------------------------------------------------- | ----------------------------------------------------- | ----------------------------------------------------- | ----------------------------------------------------- | ----------------------------------------------------- | ----------------------------------------------------- | ----------------------------------------------------- |
| 1.                                                    | 6. септембар 2021.                                    | Пријатељска утакмица                                  | Стадион Теофило Патини, Кастел ди Сангро              | Италија                                               | 0 : 1                                                 | Србија                                                |                                                       | [ 16 ]                                                |                                                       |
| 1                                                     | Укупан број утакмица и постигнутих погодака           | Укупан број утакмица и постигнутих погодака           | Укупан број утакмица и постигнутих погодака           | Укупан број утакмица и постигнутих погодака           | Укупан број утакмица и постигнутих погодака           | Укупан број утакмица и постигнутих погодака           | 0                                                     |                                                       |                                                       |

| Репрезентација Србије у узрасту до 21 године старости | Репрезентација Србије у узрасту до 21 године старости | Репрезентација Србије у узрасту до 21 године старости | Репрезентација Србије у узрасту до 21 године старости | Репрезентација Србије у узрасту до 21 године старости | Репрезентација Србије у узрасту до 21 године старости | Репрезентација Србије у узрасту до 21 године старости | Репрезентација Србије у узрасту до 21 године старости | Репрезентација Србије у узрасту до 21 године старости | Репрезентација Србије у узрасту до 21 године старости |
| #                                                     | Датум                                                 | Такмичење                                             | Локација                                              | Домаћин                                               | Резултат                                              | Гост                                                  | Гол                                                   | Реф.                                                  |                                                       |
| ----------------------------------------------------- | ----------------------------------------------------- | ----------------------------------------------------- | ----------------------------------------------------- | ----------------------------------------------------- | ----------------------------------------------------- | ----------------------------------------------------- | ----------------------------------------------------- | ----------------------------------------------------- | ----------------------------------------------------- |
| 1.                                                    | 6. јун 2021.                                          | Пријатељска утакмица                                  | Кућа фудбала, Стара Пазова                            | Србија                                                | 0 : 0                                                 | Русија                                                |                                                       | [ 17 ]                                                |                                                       |
| 2.                                                    | 8. јун 2021.                                          | Пријатељска утакмица                                  | Кућа фудбала, Стара Пазова                            | Србија                                                | 0 : 3                                                 | Бразил                                                |                                                       | [ 18 ]                                                |                                                       |
| 3.                                                    | 27. септембар 2022.                                   | Пријатељска утакмица                                  | Национална фудбалска база Бојана, Софија              | Бугарска                                              | 1 : 1                                                 | Србија                                                |                                                       | [ 19 ]                                                |                                                       |
| 4.                                                    | 24. март 2023.                                        | Пријатељска утакмица                                  | ТСЦ арена, Бачка Топола                               | Србија                                                | 0 : 2                                                 | Италија                                               |                                                       | [ 20 ]                                                |                                                       |
| 5.                                                    | 12. септембар 2023.                                   | Квалификације за Европско првенство                   | Кућа фудбала, Стара Пазова                            | Србија                                                | 2 : 0                                                 | Азербејџан                                            |                                                       | [ 21 ]                                                |                                                       |
| 6.                                                    | 12. октобар 2023.                                     | Квалификације за Европско првенство                   | Стадион Сити Граунд, Нотингем                         | Енглеска                                              | 9 : 1                                                 | Србија                                                | Гол                                                   | [ 22 ]                                                |                                                       |
| 7.                                                    | 16. октобар 2023.                                     | Квалификације за Европско првенство                   | Мурнвју парк, Лурган                                  | Северна Ирска                                         | 1 : 2                                                 | Србија                                                | Гол                                                   | [ 23 ]                                                |                                                       |
| 8.                                                    | 18. новембар 2023.                                    | Квалификације за Европско првенство                   | ТСЦ арена, Бачка Топола                               | Србија                                                | 0 : 3                                                 | Енглеска                                              |                                                       | [ 24 ]                                                |                                                       |
| 9.                                                    | 21. новембар 2023.                                    | Квалификације за Европско првенство                   | Кућа фудбала, Стара Пазова                            | Србија                                                | 2 : 0                                                 | Луксембург                                            | Гол                                                   | [ 25 ]                                                |                                                       |
| 9                                                     | Укупан број утакмица и постигнутих погодака           | Укупан број утакмица и постигнутих погодака           | Укупан број утакмица и постигнутих погодака           | Укупан број утакмица и постигнутих погодака           | Укупан број утакмица и постигнутих погодака           | Укупан број утакмица и постигнутих погодака           | 3                                                     |                                                       |                                                       |

| Фудбалска репрезентација Србије | Фудбалска репрезентација Србије             | Фудбалска репрезентација Србије             | Фудбалска репрезентација Србије             | Фудбалска репрезентација Србије             | Фудбалска репрезентација Србије             | Фудбалска репрезентација Србије             | Фудбалска репрезентација Србије | Фудбалска репрезентација Србије | Фудбалска репрезентација Србије |
| #                               | Датум                                       | Такмичење                                   | Локација                                    | Домаћин                                     | Резултат                                    | Гост                                        | Гол                             | Реф.                            |                                 |
| ------------------------------- | ------------------------------------------- | ------------------------------------------- | ------------------------------------------- | ------------------------------------------- | ------------------------------------------- | ------------------------------------------- | ------------------------------- | ------------------------------- | ------------------------------- |
| 1.                              | 26. јануар 2023.                            | Пријатељска утакмица                        | Стадион Бенк оф Калифорнија, Лос Анђелес    | САД                                         | 1 : 2                                       | Србија                                      |                                 | [ 26 ]                          |                                 |
| 1                               | Укупан број утакмица и постигнутих погодака | Укупан број утакмица и постигнутих погодака | Укупан број утакмица и постигнутих погодака | Укупан број утакмица и постигнутих погодака | Укупан број утакмица и постигнутих погодака | Укупан број утакмица и постигнутих погодака | 0                               | [ 27 ]                          |                                 |

## Трофеји и награде
Црвена звезда
- Суперлига Србије (2): 2022/23,[28] 2023/24.[29]
- Куп Србије : 2023/24.[30]